# Соціально-політичні розмежування
В політичних науках розмежування має значення поділу виборців на електоральні групи.
Безперечним фактом є те, що абсолютно гомогенних суспільств не існує, а будь-яке суспільство характеризується численними протиріччями, які проявляються у поділах його на різні групи. Для існування соціально-політичного поділу необхідне існування як мінімум двох соціальних груп, які усвідомлюють наявність відмінностей між ними. Ці соціальні групи будуть продукувати відмінні інтереси, які стимулюватимуть політичні еліти на обстоювання цих інтересів на інституційному рівні. Класичним інститутом, який може репрезентувати ці відмінні інтереси може бути політична партія.
Незважаючи на те, що цих відмінностей та протиріч у будь-якому суспільстві існує дуже багато, не всі з них перетворюються у розмежування. Для цього необхідними є існування стійкого зв’язку між групою та політичною партією (або іншим політичним інститутом), що виражатиме інтереси даної групи та тривалість розмежувань у часі.

## Модель Ліпсета-Роккана

Розмежування у концепції Ліпсета-Роккана

В основі концепції соціально-політичних розмежувань, яку сформулювали на матеріалі західних країн Сеймур Ліпсет і Стейн Роккан, стоїть теза про вплив на партійну систему базових соціальних конфліктів. Вони дослідили дванадцять західних демократичних систем (п’ять англомовних, три європейські, дві скандинавські, а також Бразилію та Японію) та старалися прослідкувати формування преференцій виборців через процес формування партій і альтернатив, які пропонувалися електорату до і після розширення виборчого права.
В інтерпретації моделі Ліпсета-Роккана розмежування (cleavages) формуються «знизу-вверх»: базові соціально-політичні ідентичності виникають в результаті природного розвитку суспільства, а політичні актори та інститути є свого роду «надструктурами», що формуються на основі широкої соціальної бази. Вони актуалізуються на політичному рівні в період (або під впливом) суттєвих знакових подій. Автори виділяли чотири розмежування, які визначили конфігурацію партійних систем західних країн: між центром і периферією, церквою і державою, містом і селом, власниками і робітниками. Перші два виникли внаслідок національної революції: конфлікт між центральною культурою будівництва національної держави і зростаючою протидією етнічно, лінгвістично і релігійно різних провінцій і периферій, а також конфлікт між прагненнями до централізації, стандартизації і мобілізації національної держави та історично зміцнілими привілеями церкви. Інші два – завдяки індустріальній революції: конфлікт між інтересами земельних власників і класу промислових підприємців, а також конфлікт між власниками і роботодавцями з одного боку, і робітниками та службовцями – з іншого.
На матеріалах порівняльного аналізу, який свідчив про відносну стабільність партійних переваг і відтворенні політичних позицій основних політичних партій в першій половині XX ст., Ліпсет і Роккан висунули тезу про «заморожування» партійних систем (freezing party system), які постійно відтворювалися на основі структури розмежувань.
Незважаючи на широке поширення «класичної» моделі Ліпсета-Роккана в наукових колах (як завдяки її високій пояснювальній цінності, так і за відкриття перед дослідниками широких теоретичних перспектив), суперечливим, однак, залишилось саме питання, що ж таке «розмежування».

### Сутність «розмежування»
На думку А. Рьомелле, поняття «розмежування» містить компоненти двох видів: структурні і сутнісні. Існують три структурні компоненти: розділювальний (диференціація, що існує між соціальними групами), конфліктний (усвідомлення диференціації) та організаційний (організація на захист групових ідентичностей і цілей). За сутнісною ознакою виділяють соціальні і політичні конфлікти.
Соціальні розмежування, за Рьомелле, зазвичай постають у формі соціальних установок (attitudes) і моделей поведінки і розглядаються як такі, що відображають традиційні поділи соціальної стратифікації. Політичні ж розмежування визначаються в термінах політичних установок і моделей поведінки.
Відповідно до концепції Ліпсета-Роккана, структурні соціальні розмежування встановлюються через певні інституційні пороги, які можуть підтримувати інституціоналізацію розмежувань чи перешкоджати їй. Два з них характеризують можливість участі в політиці громадян, два інших – політичних партій. Наявність високих порогів обмежує можливості для інституціоналізації розмежувань, а низькі – сприяють, але при цьому фрагментують партійну систему і зумовлюють її нестабільність. Цими порогами є наступні:
- поріг легітимації, який визначає заходи за допомогою яких держава розв’язує політичні конфлікти;
- поріг включення, який визначає, хто із прихильників опозиції має право вибору представників до державних органів влади, має політичні і громадянські права;
- поріг представництва, який визначає, чи слід новим рухам приєднуватися до великих організацій, чи можливим є самостійне досягнення представництва в органах влади;
- поріг мажоритарного правління, який визначає, чи існують в системі механізми стримувань і противаг, чи може партія здійснити структурні зміни в політичній системі.

Щодо політичних розмежувань, то особливістю підходу, за яким вони виділяються, є те, що прихильники певного набору політичних ідеологічних установок можуть бути, а можуть і не бути соціальними групами. Незважаючи на те, що клас є однією із найважливіших основ для політичного розмежування, соціальні зміни сучасності призводять до появи розмежувань, в основі яких лежать цінності та ідеології. Р. Інглхарт стверджує, що структура розмежувань, які лежать в основі політичних процесів в країнах Заходу, суттєво змінилася після Другої світової війни, оскільки відбулося зміщення цінностей індивідів від матеріальних до постматеріальних. Постматеріалісти, всупереч тому, що живуть в суспільствах, де найвищою метою є економічна вигода, надають перевагу таким цілям як почуття соціальної спільності і якість життя, які не мають матеріального вираження. Нові політичні розмежування виникають не із соціальної нерівності, а із ідеологічних і ціннісних відмінностей. Ці відмінності можуть набирати організаційної форми соціальних рухів, які можуть бути спрямовані на вирішення якоїсь «часткової» проблеми («зелені», ЛГБТ-спільноти тощо).
Загалом, на сьогодні перспективи використання «традиційної» моделі Ліпсета-Роккана стали дискусійними. Зміни в соціальній структурі, політичних орієнтаціях і партійній політиці стали основою для перегляду положень «класичної» теорії. Зокрема, деякі автори відзначають послаблення «традиційних» розмежувань, які виділяли Ліпсет і Роккан. Інші ж кажуть про виникнення нових (наприклад, як Інглхарт, на базі ставлення до постматеріальних цінностей).
Проте, в роботі Ліпсета-Роккана відзначається, що партії не просто заново представляють себе виборцям на кожних виборах, а в кожної з них є своя історія і набір альтернатив, які вони пропонують електорату. Більшість партій розвинених демократій мають довгу історію, яка дозволяє відрізнити їх від їх суперників і дає основу для зв’язку із виборцями. Відповідно, вплив «традиційних» розмежувань хоч і ослаб, але не втратив свого значення.

## Основні підходи до теорії соціально-політичних розмежувань
Так чи інакше, від часу впровадження в науковий обіг поняття соціально-політичного розмежування напрацьовано чимало теоретико-методологічних підходів до його трактування.
Наприклад, вищезгадана А. Рьоммеле визначає розмежування як «довготермінові структурні конфлікти, що є причиною протилежних позицій, які представляються політичними організаціями, що змагаються».
За А. Пшеворським та Дж. Спралом, розмежування не можна зводити просто до подальшого зростання соціальної стратифікації; скоріше «соціальні відмінності стають розмежуваннями, оскільки вони організовуються як такі». За їх ідеєю, розмежування – це не просто поділ усередині суспільства, яке може призвести, а може не призвести до конфлікту; це конфлікт усередині суспільства, який є організованим.
Я. Лайн та С. Ерсон не погоджуються із таким трактуванням – конфлікт є потенційним, але не обов’язковим. «розмежування – це поділ на основі деякого критерію індивідів, груп чи організацій, між якими може відбутися конфлікт. Поняття розмежування таким чином не є ідентичним поняттю конфлікт: перший може привести до другого, але не обов’язково супроводжується ним».
О. Кнутсен та Е. Скарброу трактують соціально-політичне розмежування як структурно укорінений конфлікт. Розмежування, на їх думку, повинен завжди містити три відмінних, але взаємопов’язаних явища:
- розмежування є закоріненим у відносно тривалий соціальний поділ, що дає початок визначеним групам у суспільстві – відповідно до класу, релігії, культурних інтересів, чи будь-чого іншого (соціальна структура);
- він містить певний набір цінностей, спільних для членів групи (ціннісні орієнтації);
- розмежування є інституціоналізованим у деяку форму організації – зазвичай у політичну партію, але також у церкви, спілки, чи інші групи (партійна підтримка).

На початку 1990-х років С. Бартоліні та П. Маєр запропонували більш точне визначення розмежувань, які вони розуміли як «сили, що формують і обумовлюють електоральну поведінку». Автори пропонують розглядати розмежування як таке, що включає в себе три елементи:
- емпіричний елемент, який можна визначити в соціально-структурних термінах;
- нормативний елемент – набір цінностей і переконань які надають розуміння ідентичності і ролі емпіричному елементу і які відображають самосвідомість залученої соціальної групи;
- організаційний елемент, який є набором індивідуальних взаємодій, інституцій і організацій, що розвиваються як частина відповідного розмежування.

Між моделлю Ліпсета-Роккана і моделлю Бартоліні-Маєра існують три головні відмінності.
1. Перша відмінність полягає в тому, що соціально-структурний елемент розмежування і саме розмежування є результатами різних історичних подій. Соціально-структурний елемент є продуктом макросоціального розвитку, тоді як саме розмежування виникає з поєднання цього процесу з процесами політизації, електоральної мобілізації і демократизації.
2. Друга відмінність в тому, що розмежування є більш стабільними, ніж їх соціальне підґрунтя.
3. Третя відмінність – організаційний компонент є складником розмежувань, тоді як соціальне підґрунтя розмежування є неорганізованим. Саме тому розмежування виявляються засобами політичної стабілізації, що забезпечують суспільство набором уже існуючих альтернатив для їхньої соціальної та політичної інтеграції. Однак, за Бартоліні та Маєром, певні елементи можуть навіть повністю зникати, не змінюючи статусу розмежування.

Р. Далтон запропонував класифікувати всі розмежування на дві категорії: розмежування-проблеми (issue-cleavages) і групові розмежування (group-cleavages). Він же пише, що більшість політичних партій і систем орієнтовані на традиційні зв’язки, описані Ліпсетом і Рокканом. Вони розглядали класове розмежування як першочерговий фактор у структуруванні «старої політики», оскільки класове питання було найважливішим у період розширення виборчих прав. Відповідно, «старі ліві» ідентифікували себе із робочим класом і профспілками, а «старі праві» представляли інтереси бізнесу і середнього класу. В деяких країнах до них також належали релігійні та сільські виборці. Однак, на сучасному етапі відбуваються зміни, пов’язані з дією двох чинників. Перший полягає в тому, що нові цінності змінюють розуміння «лівих» і «правих». Другий – рівень доходів, так само як рівень освіти та місце праці дає громадянам різні підходи щодо їх власного ставлення до нових цінностей. Ці зміни зумовлюють суттєві трансформації традиційних розмежувань.
А. Лайпхарт визначає розмежування переважно як проблемні виміри (issue dimensions) і стверджує, що чотири виміри Ліпсета-Роккана не є вичерпними, а тому пропонує додаткові. До них він відносить питання зовнішньої політики (взаємодія внутрішньої та зовнішньої політики), підтримку режиму (існування сильних антидемократичних партій) та такі, що пов’язані з постматеріалізмом.

## Особливості застосування теорії соціально-політичних розмежувань для пострадянських країн
Перевірка адекватності моделі Ліпсета-Роккана умовам пострадянських країн може ґрунтуватись на одному з важливих положень цієї моделі, яке полягає у тому, що формування соціально-політичних розмежувань і процес їх закріплення на рівні партійної системи є тривалим у часі, а тому необхідно вивчати історію для розуміння сучасного стану партійної та електоральної політики. У цих країнах якраз і відбувається формування цих партійних систем і оформлення розмежувань.
Однією з головних особливостей пострадянського простору є те, що в країнах цього регіону було (хоча б декларативно) ліквідоване класове протиріччя між власниками і робітниками, та протистояння між селом і містом. В багатьох країнах проводилась політика соціальної та культурної гомогенізації, що підкріплювалась офіційною ідеологією. Крім того, специфіка політичного режиму зумовлювала відсутність інститутів, призначених для вираження групових інтересів на політичному та соціальному рівнях.
Д.-Л. Сейле бачить проблему пострадянських держав у тому, що вони пережили «міжнародну революцію», під якою розуміє перехід від капіталізму до капіталізму через комуністичний період. Проблемою є також те, що до настання цього «комуністичного» періоду в цих країнах не відбулись (або лише почались) національна та індустріальна революції.
Інші автори стараються ввести для аналізу пострадянських країн додаткові фактори, які впливають на процес інституціоналізації розмежувань. Наприклад, Г. Кітчельт на основі «культурного» виміру виділяє конфлікт між «сучасними лібертаріанцями», які відстоюють цінності індивідуалізму і право на участь в процесі колективного прийняття рішень, і прихильниками «традиційного авторитаризму», колективні норми для яких є важливішою цінністю, ніж можливості індивідуального вибору. Загалом, автор виділяє чотири конфлікти, які можуть бути основою для політичних розмежувань. Перший – вищезгаданий «культурний». Другий викликаний проблемами побудови національної держави, колишньою залежністю чи входженням до складу інших держав тощо. Третій пов’язаний з комуністичним минулим. Четвертий зумовлений розподілом і дефіцитом ресурсів. Проблемою цього підходу є складність поєднання його із традиційною моделлю Ліпсета-Роккана.
А. Рьомелле виділяє також чотири відмінності пострадянських країн, яких не існувало в 20-их роках XX ст. в Західній Європі, по якій Ліпсет і Роккан сформували свою модель:
1. Хід і складність транзиту. В пострадянських країнах відбувається «потрійний транзит» – крім демократизації, має відбутися ще й перехід до ринкової економіки та державне будівництво.[16]
2. Відмінності електоратів. Незважаючи на те, що на Заході партійні системи уже не «заморожені», в самих системах зберігається наступництво та інерційність. В пострадянських країнах розмежування можуть проявлятись у партійних системах, а можуть і не проявлятись. При чому, в різних виборчих кампаніях вони можуть актуалізуватись або навпаки затухати.
3. Відмінності в типі партії. На Заході політичні партії формувалися як такі, що здатні мобілізувати колективні політичні ідентичності. Для країн пострадянського простору характерне поширення «харизматичних» та клієнтелістських партій.
4. Роль ЗМІ. За комунізму вони піддавалися цензурі і контролю, а коли звільнилися від цього, то майже повністю перейшли на комерцію. В політичній сфері це відобразилось тим, що медіа-кампанії більше схильні маніпулювати громадською думкою, ніж показувати відповідність думці суспільства.

Разом з тим, К. Лоусон пише, що сучасні розмежування на пострадянському просторі не так легко (а часом і взагалі неможливо) ідентифікувати. Єдине розмежування, який існує усюди – це розмежування між «меншістю» і «більшістю». Партії прагнуть підтримати надії більшості, але, прийшовши до влади, коряться меншості, виходячи з мотивів ефективності або бажання отримати особисту вигоду. Для того, що якось виділити себе у свідомості виборців, вони визначають власні позиції по інших проблемах, які не мають великого інтересу у виборців. А останні, в свою чергу, часто голосують за партії, яким схильні приписувати власні погляди. Відповідно, вони майже завжди розчаровуються в їх діяльності, коли ті приходять до влади.